# دهستان سین
دهستان سین یکی از دهستان‌های شهرستان برخوار در استان اصفهان ایران است. این دهستان در بخش مرکزی شهرستان برخوار قرار دارد.

## جمعیت
براساس سرشماری مرکز آمار ایران در سال ۱۳۹۰، جمعیت آن ۵۲۰۵ نفر (در ۱۶۲۵ خانوار) بوده‌است.